# King's Museum
King's Museum er et lille universitetsmuseum, der drives af University of Aberdeen, og det er indrettet Old Town House i Old Aberdeen, Skotland.
Museet blev oprettet i 2011, hvor det overtog en del af det nu lukkede Marischal Museums samling. En stor del af museets samling stammer fra King's College på universitetet, som blev etableret i 1727. Der blev åbnet et dedikeret museum i No. 17 High Street i april 2011, men samlingen blev flyttet til Old Town House i High Street i 2013. Samlingen bliver brugt til undervisning og forskning for både forskere på universitetet og besøgende forskere. University of Aberdeens samlinger er nogle af de største og vigtigste i Skotland og har fået status som Recognised Collection of National Significance af Museums Galleries Scotland.